# Zbigniew Kakietek
Zbigniew Kakietek (ur. 11 sierpnia 1957 w Chyliczkach) – polski piłkarz występujący na pozycji pomocnika. Jest wychowankiem Znicza Pruszków, którego barwy reprezentował do 1975 roku. W 1976 roku został zawodnikiem Legii Warszawa, w której zadebiutował 7 marca 1976 roku w spotkaniu przeciwko Polonii Bytom. 15 czerwca 1983 roku przeciwko Wiśle Kraków rozegrał swój ostatni mecz w barwach Legii. W 1983 roku przeszedł do Motoru Lublin, w którym występował przez następny rok. W 1984 roku zakończył karierę.